# خيسوس دياز
خيسوس دياز (بالإسبانية: Jesús Díaz)‏ هو لاعب كرة قدم وحكم كرة قدم كولومبي، ولد في 16 أكتوبر 1954.

## روابط خارجية
- خيسوس دياز على موقع قاعدة بيانات كرة القدم.إي يو (الإنجليزية)
- خيسوس دياز على موقع Soccerway.com (الإنجليزية)
- خيسوس دياز على موقع أوليمبيديا (الإنجليزية)